# رودریگو اودریوزولا
رودریگو اودریوزولا لوپز (انگلیسی: Rodrigo Odriozola López؛ زادهٔ ۳۱ اوت ۱۹۸۸) یک بازیکن فوتبال اهل اروگوئه است. این بازیکن سابقه بازی در باشگاه فوتبال گسترش فولاد را در کارنامه دارد.